# Hyundai Terracan

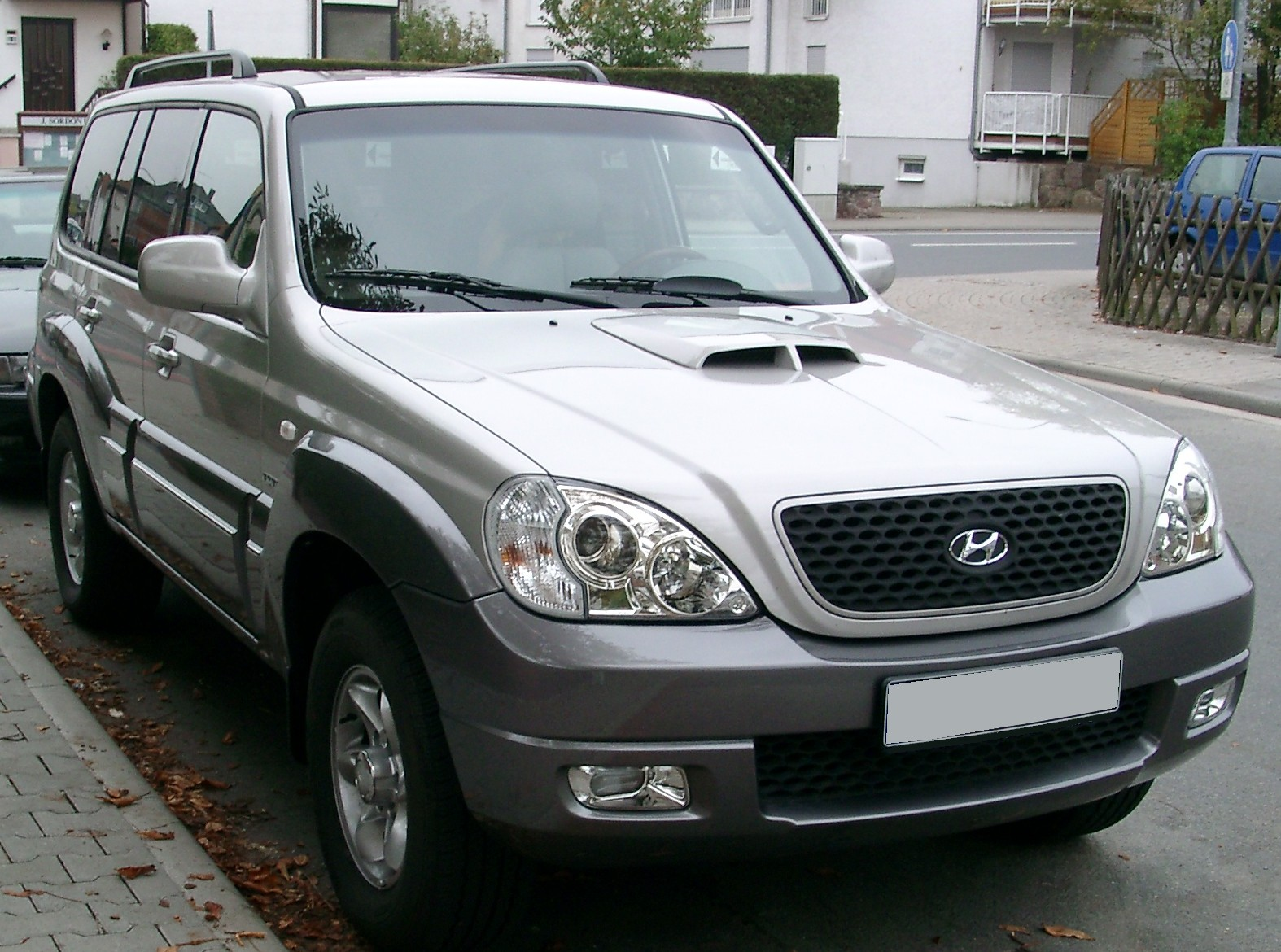
Hyundai Terracan.

El Hyundai Terracan es un automóvil todoterreno producido por la marca coreana Hyundai Motor Company. Estuvo a la venta entre abril de 2001 y diciembre de 2006. Se basa en el Mitsubishi Pajero de segunda generación. La palabra "Terracan" se compone de terra y khan, que significan "tierra" y "rey".
Nada más comenzar el siglo XXI, Hyundai necesitaba un todoterreno de grandes capacidades pero económico,que fuese una alternativa low-cost al Mitsubishi Montero del año 2000 y que pudiera competir directamente contra el Toyota Land Cruiser y el Nissan Terrano.
El diseño del Hyundai Terracan fue originalmente anticipado por el concepto Hyundai Highlandy presentaba un chasis derivado del Mitsubishi Pajero de segunda generación. Estaba propulsado por uno de tres motores: un motor diésel de cuatro cilindros en línea Hyundai J de 2,9 litros, un motor diésel de cuatro cilindros en línea de 2,5 litros bajo licencia de Mitsubishi (4D56) y un motor de gasolina V6 de 3,5 litros Hyundai Sigma. El nombre del automóvil deriva de Tarascan, un estado imperial mesoamericano ubicado en el centro oeste de México. El Terracan fue reemplazado por el Hyundai Veracruz.
Actualización en 2005.
El Terracan fue reestilizado en el año 2005 mejorando su dotación en seguridad,equipamiento,calidad,consumos y prestaciones. El todoterreno coreano presentaba un frontal muy similar al de su antecesor.Ha cambiado únicamente la parrilla frontal –que abandona su anterior diseño para contar con una estructura en forma de nido de abeja en cuyo centro se ubica el logotipo de la marca-, el paragolpes –con una toma de aire frontal de mayores dimensiones-y los faros antiniebla mejoran la distancia de iluminación.
Lateralmente, las principales diferencias se centraban en las molduras laterales, las llantas de aleación de seis brazos y los estribos laterales de mayores dimensiones. En la zaga, las transformaciones se reducían a unas ópticas rediseñadas y a un paragolpes de corte más limpio y que integraban las luces de posición más elevadas para evitar las típicas roturas producidas en los estacionamientos.
Donde más se nota el cambio es efectuado en el habitáculo. En el cuadro, los relojes pasaban a contar con fondo blanco, para aportarle mayor “modernidad”. La consola central disponía de doble compartimento. El primero de ellos estaba destinado a llaves y pequeños objetos, en tanto que la segunda está ideada para poder ordenar CD, teléfonos móviles y otros objetos de dimensiones contenidas.
Los portavasos han sido reubicados, situándose ahora por delante de la consola central. Y para los pasajeros de las plazas posteriores, el Terracan incorporaba una nueva toma de corriente en la parte trasera de la consola central, así como un doble portavasos.
También se ha modificado el aislamiento de ruido en el habitáculo, dotándole de nuevos materiales y reforzándose en este aspecto algunas zonas,tales como los pasos de rueda o el tabique de separación del habitáculo con el vano motor.
En relación con sus motores a combustible diésel, existe una versión con motor petrolero de 2,5 L, que es el mismo motor que se utilizaba en el Galloper. Esta fue la versión inicial del Terracan, la que cambió motor en algunas versiones del 2005 en adelante.
El Hyundai Terracan equipaba una segunda evolución del motor turbodiesel tetracilíndrico, de 2.9 L, dotado de la más avanzada tecnología para este tipo de propulsores: el sistema de inyección directa o CRDI, Common Rail Diesel Injection, por sus siglas en inglés, desarrollado por Delphi. Este propulsor ha visto aumentada su potencia máxima de 150 CV a 163 CV a 3.800 rpm', al tiempo que su par se sitúa ahora en 35 mkg entre las 1.750 y las 3.000 rpm'. Los 13 CV de más con 1,1 mkg más de par también resultan en mejores prestaciones con unos consumos ligeramente inferiores. Si bien la velocidad punta aumenta poco (2 km/h), la aceleración de 0 a 100 si es significativa al realizara 0,7 segundos más rápida. Las recuperaciones, lógicamente, también se ven notablemente favorecidas. 
Gracias a la tecnología Common Rail y a una sofisticada inyección electrónica, se ha conseguido reducir tanto el consumo como las emisiones. El incremento de 13 CV en su potencia ha sido debido al aumento de la presión de la inyección del diesel, de 1.400 a 1.600 bar.
La culata es de aluminio y ha sido diseñada para ofrecer la máxima eficiencia en el flujo de gases. Cuenta con cuatro válvulas por cilindro, mandadas por un árbol de levas en culata. Para asegurar un reducido nivel sonoro y un bajo mantenimiento, dispone de empujadores hidráulicos y correa autotensable. Elemento a destacar en este motor diesel sobrealimentado es la incorporación del sistema de inyección directa, Common-Rail, que ha sido desarrollado por Delphi especialmente para Hyundai.
Por otra parte, el motor 2.9 CRDi es, a su vez, uno de los propulsores diesel que menos contaminan del mercado. Esto se ha conseguido gracias a la tecnología Common-Rail, que permite un mayor aprovechamiento del combustible, al sistema EGR de recirculación de los gases de escape, al catalizador de tres vías –similar al que se emplea en los coches de gasolina- y a una refinada tecnología desarrollada para mejorar la combustión. De esta manera, el motor 2.9 CRDi supera la normativa Euro 3 y está preparado para superar también la futura normativa, Euro 4.
La caja de cambios es manual de cinco velocidades. Esta cuenta con reductora. Y si así se prefiere, la marca ofrece la posibilidad de contar con una caja automática de cuatro relaciones y reductoras, controlada por un sistema de gestión electrónica.
El sistema EST –tracción total conectable- permite pasar de propulsión trasera a tracción total manualmente a velocidades inferiores a 80 km/h. Esto permite un neto ahorro de combustible cuando se transita por carreteras en buenas condiciones.
La caja de transferencias de 4L está pensada para su uso en las situaciones extremas, y bastará con apretar el embrague unos segundos, con el coche parado, y accionar el botón a la posición correspondiente. El tren trasero incorpora un diferencial de deslizamiento limitado –LSD- que reparte el par entre ambas ruedas, enviando más par a la rueda con mejor tracción en cada momento.

## Hyundai Terracan 2005 version full
Este es un espectacular coche que en su equipamiento cuenta con un sofisticado sistema de tracción automática denominado ATT--transmisor activo de par-, que se encarga de conectar la tracción 4x4 de forma automática cuando detecta pérdidas de tracción en el tren trasero. Con este sistema, la tracción 4x4 entra en funcionamiento sin ser necesario accionar botón alguno. De hecho, estas versiones son las únicas que incluyen el sistema GPS, y de hecho solo incorporan dos posiciones: “Auto” para la opción con sistema ATT y “Low” en caso de hacer uso de la reductora.

## Hyundai Terracan 2005
Es un gran coche muy útil que sirve tanto para ir por la ciudad, por el campo, por la montaña e incluso pasar por un río. Es un coche que consta de varias opciones de tracción: 4L, 4H, y 2H (4x4). Existían versiones de cambio manual y automático. Un Hyundai Terracan modelo 2005 simple manual costaba € 27.000.
Su país de origen es Corea del Sur, este coche usa diesel, la cilindrada del motor es de 2995 cm³, tiene asientos para cinco plazas y existe la opción de siete pasajeros y las ruedas son de tracción 4WD.
Los motores eran un gasolina V6 de 3.5 litros de cilindrada y 195 CV de potencia máxima, y un Diesel de cuatro cilindros en línea, 2.9 litros con inyección directa common-rail y turbocompresor y 150 o 163 CV. Se ofrecía con una caja de cambios manual de cinco marchas y una automática de cuatro marchas.
Desde otoño de 2006 se encuentra fuera de producción y su sucesor es el Hyundai Veracruz/iX55.